# Образи на смелостта
„Образи на смелостта“ (Profiles in Courage) е книга, написана от Джон Кенеди, в която той дава примери за проявена смелост и почтеност от 8 американски сенатори. Със своите действия те са се противопоставили на партийната линия, губейки по този начин своята популярност, за да направят това, което смятат за правилно и справедливо. Много от тях са си спечелили сериозна критика.

## Сенатори
- Джон Куинси Адамс от Масачузетс, за скъсването му с Федералистката партия.
- Даниел Уебстър също от Масачузетс, за усилията му за решаване на конфликтите, породили Американо-мексиканската война.
- Томас Харт Бентън от Мисури, за критичното му отношение към Демократическата партия.
- Едмунд Рос от Канзас, за подкрепата му за президента Андрю Джонсън при неговия импийчмънт.
- Сам Хюстън от Тексас, за активната му позиция преди Гражданската война в САЩ.
- Луциус Ламар от Мисисипи, за усилията му за сближаване на Севера и Юга след Гражданската война в САЩ.
- Джордж Норис от Небраска, за подкрепата му за неутралитета на САЩ през Първата световна война.
- Роберт Тафт от Охайо, за критиките му към Нюрнбергския процес, при който германските лидери са осъдени по закон „пост фактум“.

## История на написване
Книгата се фокусира върху предвоенна Америка от средата на XIX век и усилията на сенаторите да забавят Американската гражданска война. Издадена е през 1955 година и се превръща в бестселър, а през 1957 година печели „Пулицър“ за биография.
В автобиографията си от 2008 година Тед Соренсен – един от най-близките съветници на Кенеди и автор на негови речи, за когото още през 1957 г. се предполага, че стои зад написването на книгата, признава, че е автор на „първата чернова на повечето глави“ и „е помогнал да се подберат думите в много от изреченията“.
Джулс Дейвидс – професор в Училището за външна служба в Джорджтаунския университет, който през 1954 година преподава на съпругата на Кенеди и първа дама на САЩ в периода 1961 – 1963 година Жаклин Кенеди, на която Кенеди посвещава книгата, претендира за значими приноси и участие в написването на „Образи на смелостта“. В предговора към нея Кенеди благодари на Дейвис за оказаната от него „съществена помощ при подготовката на няколко глави“ от книгата, както и на други личности, привлечени в работата по нея. Соренсен обаче характеризира твърденията на Дейвидс като преувеличаване на действителното му участие и твърди, че Кенеди лично е преглеждал предложените му текстове и неговата дума е била е решаваща при избора на личностите, представени в книгата, както и във формулирането на основните послания в нея, изразени в първата и последната глава. Предговорът завършва с признание за неоценимата подкрепа и критика на г-жа Кенеди, а в предпоследния абзац Кенеди благодари на своя „сътрудник-изследовател“ Тед Соренсен за неговата „безценна помощ при събирането и подготовката на материала, върху който се основава тази книга“.